# Мескіта-де-Харке
Мескіта-де-Харке (ісп. Mezquita de Jarque) — муніципалітет в Іспанії, у складі автономної спільноти Арагон, у провінції Теруель. Населення — 120 осіб (2010).
Муніципалітет розташований на відстані близько 240 км на схід від Мадрида, 46 км на північний схід від міста Теруель.

## Демографія
Динаміка населення (INE ):